# Грицков, Владимир Павлович
Владимир Павлович Грицков (5 июля 1923 — 16 февраля 2015) — советский офицер-артиллерист в годы Великой Отечественной войны, Герой Советского Союза (10.01.1944). Генерал-майор артиллерии (1977).

## Биография
Родился 5 июля 1923 года в селе Плосское (ныне — Темниковский район Мордовии) в крестьянской семье. Окончил начальную, затем семилетнюю и среднюю школы. 9 сентября 1941 года был призван на службу в Рабоче-крестьянскую Красную Армию. В январе 1942 года он окончил Ленинградское артиллерийское училище, эвакуированное в город Энгельс, и был направлен на фронт Великой Отечественной войны. Участвовал в боях на Западном и Воронежском фронтах. Принимал участие в контрнаступлении под Москвой, Острогожско-Россошанской, Воронежско-Касторненской, Харьковской операциях. В феврале 1943 года был контужен и легко ранен. Весной 1943 года вернулся в свою часть. Участвовал в битве на Курской дуге. К октябрю 1943 года лейтенант Владимир Грицков командовал батареей 627-го артиллерийского полка 180-й стрелковой дивизии 38-й армии Воронежского фронта. Отличился во время битвы за Днепр.
В ночь с 1 на 2 октября 1943 года батарея под командованием Владимира Грицкова на подручных средствах, несмотря на массированный вражеский огонь, переправилась через Днепр в районе села Старые Петровцы Вышгородского района Киевской области Украинской ССР и с ходу вступила в бой, уничтожив 2 станковых пулемёта, артиллерийское орудие, миномётную батарею противника. До 12 октября батарея принимала активное участие в отражении немецких контратак. В тех боях она уничтожила ещё одно артиллерийское орудие, 5 станковых орудий и около роты пехоты.
Указом Президиума Верховного Совета СССР «О присвоении звания Героя Советского Союза генералам, офицерскому, сержантскому и рядовому составу Красной Армии» от 10 января 1944 года за «образцовое выполнение боевых заданий командования на фронте борьбы с немецко-фашистскими захватчиками и проявленные при этом отвагу и геройство» был удостоен высокого звания Героя Советского Союза с вручением ордена Ленина и медали «Золотая Звезда» за номером 2637.
22 ноября 1943 года получил тяжёлое ранение и бойцами соседней части доставлен в госпиталь. В его полку об этом известно не было, и домой его родственникам была отправлена «похоронка». В феврале 1944 года вернулся в строй, командовал батареей 1473-го гаубичного артиллерийского полка 1-й гаубичной артиллерийской бригады 3-й артиллерийской дивизии. Принимал участие в боях на 1-м и 2-м Украинских фронтах, участвовал в Проскуровско-Черновицкой, Львовско-Сандомирской, Висло-Одерской, Берлинской и Пражской операциях. Участвовал в Параде Победы.
После окончания войны продолжил службу в Советской Армии. В 1951 году он окончил Высшую офицерскую артиллерийскую школу, в 1957 году — Военно-политическую академию имени В. И. Ленина, в 1971 году — академические курсы при этой же академии. Служил заместителем командира артиллерийского дивизиона по политчасти, затем начальником политотдела 26-й артиллерийской дивизии в Тернополе. В 1974 году стал заместителем начальника Череповецкого высшего военного инженерного училища радиоэлектроники по политчасти, в 1977 году назначен начальником политического отдела научно-исследовательского института в Ленинграде. Служил также начальником политотдела на Центральных артиллерийских офицерских курсах.
В 1986 году вышел в отставку в звании генерала-майора артиллерии.
Жил в городе Луге Ленинградской области. Скончался 16 февраля 2015 года. Похоронен на аллее героев в городе Луге.

## Награды
- Герой Советского Союза (10.01.1944)
- Орден Ленина (10.01.1944)
- Орден Красного Знамени (31.08.1944)
- Два ордена Отечественной войны 1-й степени (10.04.1945, 11.03.1985)
- Орден Отечественной войны 2-й степени (14.09.1943)
- Орден Красной Звезды (14.05.1970)
- Медаль «За боевые заслуги» (19.11.1951)
- Медаль «За освобождение Праги»
- Ряд других советских и иностранных медалей[1]

## Память
5 мая 2015 года МОУ «Средняя общеобразовательная школа № 6» города Луга присвоено имя Героя Советского Союза Владимира Павловича Грицкова.